# Johan Carlsson
Pour les articles homonymes, voir Carlsson.
Johan Carlsson, né le 29 janvier 1966 à Linköping, est un ancien joueur suédois de tennis. Finaliste de l'Open du Japon 1986.

## Carrière
Il débute sur le circuit en 1983 à Båstad et joue son dernier match à Indianapolis en 1994, il échoue ensuite au qualification de l'US Open et met finalement fin à sa carrière dans les qualification du tournoi de Stockholm en octobre 1994. Il joue dans deux petits tournois (Satellites) en 1997 en Suède et 1999 en Australie.

## Meilleures performances
Ses meilleures performances, hormis une finale perdue en 1986 contre Ramesh Krishnan à Tokyo, sont : une demi-finale Tokyo en 1985 et des quarts de finale à Washington (1986 et 1991), Nancy (1989) et Tel-Aviv (1991). Également 2 finales en tournoi Challenger à Seattle et Helsinki et 3 titres en double dans cette catégorie. À Key Biscayne en 1987 il atteint les 1/8 après avoir battu Mikael Pernfors no 13 mondial (6-3, 6-1, 4-6, 1-6, 6-4) puis réaliser un come-back contre Carl Limberger (4-6, 2-6, 6-3, 6-2, 6-0) mais perd finalement contre Jimmy Connors (0-6, 1-6, 0-6).
Il a battu Thomas Muster en 1986 et Vitas Gerulaitis en 1985.
Les joueurs les mieux classés qu'il ait battu sont : Mikael Pernfors no 13 à Key Biscayne en 1987 et MaliVai Washington no 16 à Cincinnati.

## Palmarès
| No | Date       | Nom et lieu du tournoi            | Catégorie | Dotation  | Surface    | Vainqueur       | Score    |  |
| -- | ---------- | --------------------------------- | --------- | --------- | ---------- | --------------- | -------- |  |
| 1  | 13-10-1986 | Tournoi de tennis du Japon, Tokyo |           | 125 000 $ | Dur (ext.) | Ramesh Krishnan | 6-3, 6-1 |  |